# Ozineus jubapennis
Ozineus jubapennis là một loài bọ cánh cứng trong họ Cerambycidae.